# María José León
María José León Wichmann (n. en Santiago, 18 de febrero de 1979) es una actriz, docente universitaria y monitora de capacitaciones en el área de la voz chilena. Conocida por sus roles en Amor en tiempo récord, Floribella, Amango, Conde Vrolok e Infieles, entre otras, y sus roles en teatro.

## Biografía

### Vida personal
Realizó sus estudios básicos en el Colegio Alemán (Deutsche Schule) de Valparaíso y los medios en el Instituto San Fernando, Hermanos Maristas.
Ingresó a la Universidad de Artes, Ciencias y Comunicación (UNIACC) en 1997, egresando de Comunicación Escénica en 2000. Posteriormente continuó su formación en el Club de Teatro de Fernando González en 2001, egresando de Actuación Profesional en 2004.
Siguiendo con su perfeccionamiento en enero de 2005 y de 2006 participó en el taller de Arcis "Improvisación de contacto", dictado por Alejandro Cáceres, quien es profesor de movimiento de diversas escuelas de teatro en Santiago. En 2006 estudió en el Taller de Improvisación de contacto, dictado por Nicola Bahna. En julio de 2007 estudió en la Uniacc en taller "Cuerpo Sígnico-Técnica del Movimiento Consciente" dictado por Ceres Vittori, bailarina, coreógrafa y académica de la Universidad Estadual de Londrina (Brasil).
Además ha participado en los talleres de práctica Yoga Iyengar con la maestra Paula Meru entre abril y diciembre de 2008, y entre abril y junio de 2009 en el taller de práctica Yoga Ashtanga en la Academia Chilena de yoga.

### Carrera
Actualmente es actriz del elenco para el programa "El Club de la Comedia" en  (CHV), donde realiza gags y monólogos. Últimamente ha actuado en la teleserie Esperanza de TVN, con el rol de Cristina Salbatierra, una cabildera peruana, y en abril de este año, como protagonista en un capítulo de Lo que Callan las Mujeres para CHV.
Debutó para la Televisión en la teleserie Amor en tiempo récord  de Televisión Nacional de Chile, interpretando a Florencia Muller, una deportista de esgrima. También interpretó a Mercedes en la teleserie Floribella (Chile), y fue la protagonista del capítulo 11 titulado “Las hijas de Norma” de la serie Mujeres que matan de Chilevisión, dirigida por Christine Lucas, junto a Alejandra Vega, Romeo Singer y Liliana García. Además actuó en el rol de Katty, la profesora de danza en la serie juvenil Amango de Canal 13 en sus tres temporadas.
En el 2007 participó de la teleserie nocturna del mismo canal sobre un asesino en serie, Alguien te mira, con el rol de Ángela Argento. Tiempo después en la teleserie nocturna Conde Vrolok interpretó a Agustina Aristía, como personaje recurrente de la serie.  Ha actuado en dos episodios de la serie nocturna para adultos, Infieles para CHV, y en tres episodios de Teatro en Chilevisión.
Desde 2007 ha participado como docente en cursos y capacitaciones sobre Manejo de la Voz en el Aula y Expresión Oral, también coordina el área de Expresión Oral en la Universidad UCINF.Actualmente trabaja en el club de la comedia en Chilevisión

## Teleseries
| Teleseries | Teleseries            | Teleseries           | Teleseries |
| Año        | Teleserie             | Rol                  | Canal      |
| ---------- | --------------------- | -------------------- | ---------- |
| 2006       | Amor en tiempo récord | Florencia Müller     | TVN        |
| 2006       | Floribella            | Mercedes Guajardo    | TVN        |
| 2007       | Alguien te mira       | Ángela Argento       | TVN        |
| 2009       | Conde Vrolok          | Agustina Ariztía     | TVN        |
| 2011       | Esperanza             | Cristina Salvatierra | TVN        |
| 2011       | Su nombre es Joaquín  | Adriana García       | TVN        |

## Series y Unitarios
| Series y Unitarios | Series y Unitarios | Series y Unitarios | Series y Unitarios |
| Año                | Serie              | Rol                | Canal              |
| ------------------ | ------------------ | ------------------ | ------------------ |
| 2007-2008          | Amango             | Katherine          | Canal 13           |
| 2009               | Infieles           | Camila Capetillo   | Chilevisión        |

## Programas de televisión
- La mañana de Chilevisión (Chilevisión, 2013) - Invitada.

- El Club de la Comedia (Chilevisión, 2013 - 2017) - Monólogos y gags.

## Teatro
- Antígona (Dirigida por Ximena Rivas).
- Siete Golondrinas para Neruda (Dirigida por Mónica Carrasco).
- Autopista al Sur (Dirigido por Elías Cohen).
- Todos los pasajeros duermen (Dirigida por Carla Archiardi).
- El buen Doctor (Dirigida por Anita Reeves).
- Los Cenci (Dirigido por Marcelo Alonso).
- Tienes la boca con sangre, Erszebet (Dirigida por Carla Archiardi).
- Calígula (Dirigido por Marcelo Alonso).
- Pos Data (Dirigida por Carla Archiardi).
- Teatro en chilevisión (2008 y 2010) "Playa Luna" - Camila Teresa

## Otros trabajos
- En 2004 hizo el doblaje al rol protagónico mujer en la película La estación ausente, dirigida por Gustavo Letelier y estrenada en el Cine Hoyt’s de la Reina en abril.